# Grado de combustión nuclear
En el campo de la tecnología de la energía nuclear, el grado de combustión (en inglés: burnup) (también conocido como utilización del combustible) es una medida de cuanta energía es extraída de una fuente primaria de combustible nuclear. Es medida tanto como una fracción de los átomos de combustible que se fisionaron en %FIMA (fissions per initial metal atom, en castellano: fisiones por átomo metálico inicial) como por la energía realmente liberada por la masa inicial del combustible en gigawatts-días/tonelada métrica de metal pesado (GWd/MTHM), o una unidad similar.

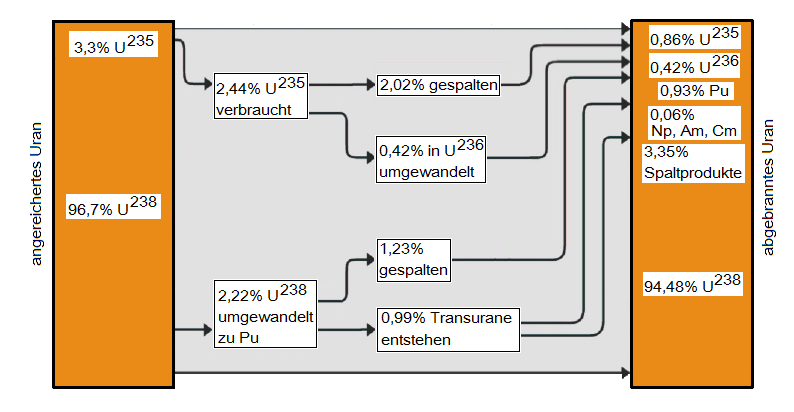
Cuando se quema un elemento combustible de bajo enriquecimiento (izquierda), la proporción se reduce a U^{235}, y a nuevos elementos.

## Medidas de grado de combustión
Cuando se expresa como un porcentaje, el grado de combustión es simple: si el 5% de los átomos de metal pesado iniciales se fisiona, el grado de combustión es de 5%. En las operaciones de un reactor, este porcentaje es difícil de medir, así que se prefiere la definición alternativa. Esta puede ser calculada multiplicando la potencia térmica de la planta por el tiempo de operación y dividiendo por la masa de la carga inicial de combustible. Por ejemplo, si una central de 3000 MW termales (equivalente a 1000 MW eléctricos) usa 24 toneladas métricas de uranio enriquecido y opera un 1 año a plena potencia, el grado de combustión promedio del combustible es de (3000MW*365)/24 toneladas métricas = 45,63 GWd/MT, o 45 625 MWd/MTHM (donde HM es por 'heavy metal' o metal pesado en castellano).
La conversión entre porcentaje y energía/masa requiere conocer el valor de κ, la energía liberada por evento de fisión. Un valor normal es de 200 MeV/fisión. Con este valor, el grado de combustión máximo es de 100%, lo que incluye la fisión no sólo del contenido fisible sino que también de los otros radioisótopos fisionables, lo que es equivalente a aproximadamente 938 GWd/MT. Los ingenieros nucleares a menudo usan este valor para estimar en forma aproximada que un 10% de grado de combustión es un poco menos de 100 GWd/MT.
El combustible puede ser cualquier actínido que pueda soportar una reacción nuclear en cadena, incluyendo uranio, plutonio, torio y otros combustibles transuránicos más exóticos. Este contenido de combustible a menudo es referido como metal pesado para distinguirlo de los otros metales presentes en el combustible, tales como aquellos usados para el revestimiento. El metal pesado normalmente está presente ya sea como metal o como óxido, pero otros compuestos como carburos u otras sales son posibles.

## Historia
Los reactores de generación II normalmente estaban diseñados para alcanzar aproximadamente 40 GWd/MTU. Con las tecnologías de combustible más nuevas y particularmente el uso de venenos nucleares, estos mismos reactores ahora son capaces de alcanzar hasta 60 GWd/MTU. Después de que han ocurrido todas esas fisiones, la acumulación de productos de la fisión obligan a detener la reacción en cadena y a apagar el reactor para que se puede reabastecer a este último con nuevo combustible.
Se espera que algunos diseños más avanzados de reactores de agua ligera alcancen sobre 90 GWd/MT a partir de combustible altamente enriquecido.
Los reactores de neutrones rápidos son más inmunes al envenenamiento de los productos de la fisión y puede alcanzar inherentemente mayores grados de combustión en un ciclo. En 1985, el reactor EBR-II en Idaho alcanzó 19,9% de grado de combustión usando un combustible metálico, o apenas por debajo de los 200 GWd/MT.
El Reactor Modular de Helio de Combustión Profunda (en inglés:  Deep Burn Modular Helium Reactor, DB-MHR) pudo alcanzar 500 GWd/MT a partir de elementos transuránicos.
En una central de potencia, un alto grado de combustión es deseable por los siguientes motivos:
- Reducir los tiempos fuera de operación para reabastecimiento de combustible
- Reducir la cantidad de elementos de combustible nuclear frescos que se necesitan y también los elementos de combustible nuclear gastado generados mientras se produce una cantidad determinada de energía
- Reducir el potencial de desviar el plutonio del combustible gastado para ser usado en la producción de armas nucleares

También es deseable que el grado de combustión sea lo más uniforme posible tanto al interior de los elementos individuales de combustible como desde un elemento a otro dentro de la misma carga de combustible. En los reactores con reabastecimiento en línea, los elementos de combustible pueden ser reposicionados durante la operación para ayudar a alcanzar este objetivo. En los reactores sin estas instalaciones, se usa el posicionamiento fino de las barras de control para equilibrar la reactividad al interior del núcleo, y también el reposicionamiento del combustible restante durante los apagados en el que solo parte de la carga de combustible es reemplazada.

## Requerimientos de combustible
En un ciclo del combustible nuclear de una sola pasada tales como los actualmente en uso en la mayor parte del mundo, los elementos de combustible usados son desechados completamente como desechos nucleares de alto nivel, y el uranio y plutonio restante contenido en estos se pierde. Un mayor grado de combustión permite que más del 235U fisible y del plutonio producido a partir del 238U sean utilizados, reduciendo los requerimientos de uranio del ciclo de combustible.

## Desechos
En los ciclos de combustible nuclear de una sola pasada, grados de combustión más altos reducen la cantidad de elementos que son necesario enterrar. Sin embargo, la emisión de calor de corto plazo, uno de los factores limitantes del almacenamiento geológico profundo, es producida predominantemente por los productos de la fisión de vida media, particularmente 137Cs y 90Sr. Como estos son proporcionalmente más abundantes en el combustible con alto grado de combustión, el calor generado por el combustible gastado es aproximadamente constante para una cantidad determinada de energía generada.
Similarmente, en los ciclos de combustible con reprocesamiento nuclear, la cantidad de desechos para una cantidad determinada de energía generada no está relacionada estrechamente al grado de combustión. El combustible con alto grado de combustión genera un volumen más pequeño de combustible para el reprocesamiento, pero con una actividad específica más alta.

## Proliferación
El grado de combustión es uno de los factores claves que determinan la composición isotópica del combustible nuclear gastado, siendo los otros su composición inicial y el espectro neutrónico del reactor. Un muy bajo grado de combustión es esencial para la producción de plutonio de calidad para armas para uso en armas nucleares, ya que se debe producir plutonio que sea predominantemente 239Pu con la proporción más pequeña posible de 240Pu y de 242Pu.

## Costo
Una tesis del año 2003 de un estudiante de postgrado del MIT concluyó que el costo del ciclo de combustible asociado con un nivel de combustión de 100 GWd/MTHM es más alto que para un grado de combustión de 50 GWd/MTHM. Adicionalmente, se requerirá inversión para el desarrollo de combustibles capaces de sostener tan altos niveles de irradiación. Bajo las actuales condiciones, los beneficios de un alto grado de combustión (combustible gastado y tasas de descarga de plutonio más bajo, isótopos de plutonio degradados) no son económicamente factibles. De ahí que no hay incentivo para que los operadores de centrales nucleares inviertan en combustibles de alto grado de combustión.

## Nota
- Esta obra contiene una traducción  derivada de «Burnup» de Wikipedia en inglés, concretamente de esta versión, publicada por sus editores bajo la Licencia de documentación libre de GNU y la Licencia Creative Commons Atribución-CompartirIgual 4.0 Internacional.